# Verteidigungsbezirkskommando 45
Das Verteidigungsbezirkskommando 45 war ein Verteidigungsbezirkskommando der Bundeswehr mit Sitz des Stabs in Neustadt an der Weinstraße. Hauptaufgabe des Kommandos war die Territoriale Verteidigung in seinem Verteidigungsbezirk.

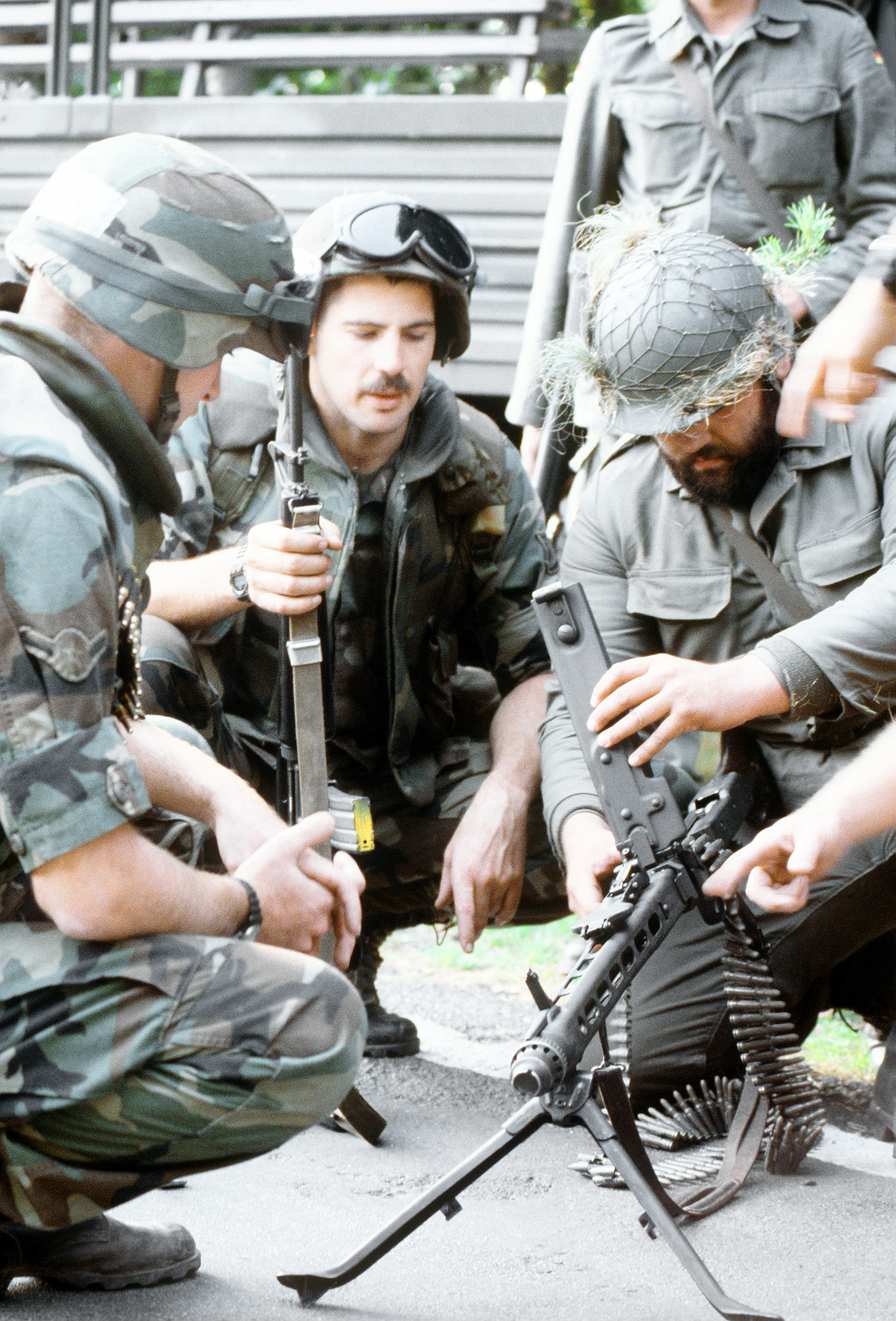
Reservisten der Heimatschutztruppe (JgBtl 942, Heimatschutzregiment 94 „Kurpfalz“, Verteidigungsbezirkskommando 45) üben 1988 mit amerikanischen GIs

## Geschichte

### Aufstellung
Das Verteidigungsbezirkskommando wurde zur Einnahme der Heeresstruktur II in den 1960er-Jahren als Teil des Territorialheeres ausgeplant und dem Befehlshaber im Wehrbereich IV unterstellt. Angelehnt an die zivilen Verwaltungsgliederung entsprach der Verteidigungsbezirk in etwa dem Regierungsbezirk Rheinhessen-Pfalz. Entsprechend war der Standort des Stabs die Bezirkshauptstadt Neustadt an der Weinstraße. 1993 verlegte der Stab in die Kurpfalz-Kaserne nach Speyer.

### Auflösung
2001 wurde das Territorialheer aufgelöst. Die Wehrbereichskommandos und Verteidigungsbezirkskommandos wurden der neu aufgestellten Streitkräftebasis unterstellt. Die Wehrbereiche und Verteidigungsbezirke wurden grundlegend neu geordnet und ihre Anzahl reduziert. Das Verteidigungsbezirkskommando 45 wurde außer Dienst gestellt und dessen Kommandobereich dem Verteidigungsbezirk 46, der bisher das Land Saarland umfasste, eingegliedert.

## Gliederung
Das Verteidigungsbezirkskommando umfasste wie die meisten Truppenteile des Territorialheeres nur wenige aktive Soldaten. Erst im Verteidigungsfall konnte das Verteidigungsbezirkskommando durch die Einberufung von Reservisten und die Mobilmachung eingelagerten und zivilen Materials auf eine Truppenstärke anwachsen, die um 1989 etwa zwei Brigaden des Feldheeres entsprach. Die längste Zeit seines Bestehens untergliederte sich das Verteidigungsbezirkskommando abgeleitet von der zivilen Verwaltungsgliederung noch weiter in mehrere unterstellte Verteidigungskreiskommandos. Den Verteidigungskreiskommandos bzw. unmittelbar dem Verteidigungsbezirkskommando waren mehrere Heimatschutzkompanien, Sicherungsbataillone und Sicherungskompanien und ein Heimatschutzregiment unterstellt. Diese Truppenteile bildeten den Kern der infanteristisch geprägten Heimatschutztruppe.

## Verbandsabzeichen

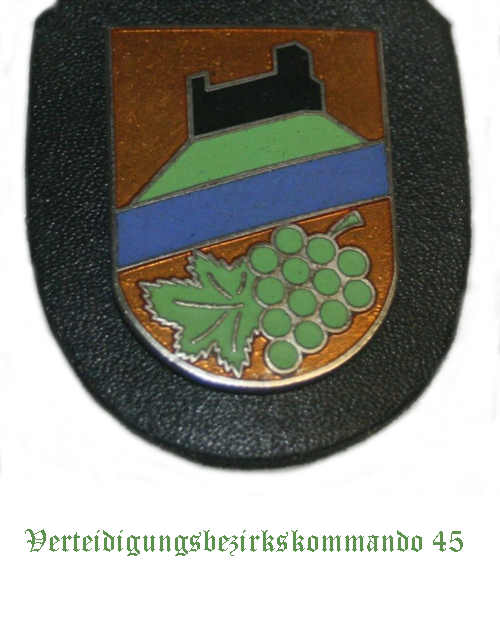
Internes Verbandsabzeichen des Stabes/Stabskompanie

Das Verteidigungsbezirkskommando führte aufgrund seiner Ausplanung als überwiegend nicht aktiver Truppenteil kein eigenes Verbandsabzeichen. Die wenigen aktiven Soldaten trugen daher das Verbandsabzeichen des übergeordneten Wehrbereichskommandos.
Als „Abzeichen“ wurde daher unpräzise manchmal das interne Verbandsabzeichen des Stabes und der Stabskompanie „pars pro toto“ für das gesamte Verteidigungsbezirkskommando genutzt. Es zeigte im Wesentlichen als Hinweis auf den Stationierungsraum als Figuren das Hambacher Schloss in Neustadt, den Rhein und Weinreben als typisches Agrarprodukt der Gebiete an der deutschen Weinstraße.